# Nicolaus Otto
Nicolaus August Otto (14. června 1832, Holzhausen an der Haide – 26. ledna 1891, Kolín nad Rýnem) byl německý strojař, konstruktér a vynálezce Ottova motoru.

## Život a dílo
Otto se narodil jako šesté dítě ve vesnické rodině. Otec vlastnil zájezdní hostinec a místní poštovnu, zemřel krátce po narození nejmladšího syna. Ve čtrnácti letech ho strýc zapsal na reálku v Langenschwalbachu, kterou musel po dvou letech opustit pro nedostatek peněžních prostředků. Vyučil se kupcem a poté pracoval jako obchodní příručí ve Frankfurtu a Kolíně.
Mladého Otta už od mládí zajímala technika. Už v roce 1860 začal provádět první pokusy se spalovacími motory, jejichž dokumentaci si koupil a které jako první vyráběl francouzský technik Étienne Lenoir. O rok později postavil, ještě s bratrem Wilhelmem, svůj první spalovací motor. Ten však měl mnoho nedostatků a Otto jej velmi dlouho vylepšoval, už bez bratrovy spolupráce. V září 1862 přivezl svůj malý jednoválcový motor na průmyslovou výstavu do Londýna; zde však zjistil, že na rozvoji Lenoirova původního stroje pracuje více konstruktérů.
Po návratu do Německa se setkal se zámožným inženýrem Eugenem Langenem, který byl ochoten financovat další vývoj motoru. V roce 1864 založili v Kolíně společně první továrnu na motory na světě, „N. A. Otto & Cie“, dnešní DEUTZ AG. Společně rozvíjeli koncepci čtyřtaktního motoru, na jehož princip Otto přišel. V dubnu 1866 mu byl udělen pruský patent s ochrannou dobou na pět let.
Na pařížské světové výstavě v roce 1867 představili svou verzi jednoválcového motoru poprvé veřejnosti. Byl sice hlučnější a méně konkurenceschopný po stránce konstrukce i spolehlivosti, zato měl ve srovnání s dalšími dvěma až třetinovou spotřebu plynu. Byl oceněn Zlatou medailí výstavy. 
Podnik byl kapitálově posílen vstupem dalšího společníka a přejmenován na „Langen, Otto & Rossen”. Později byl přeměněn na akciovou společnost Deutz.  Od roku 1872 byl pod vedením hlavního konstruktéra Daimlera sériově vyráběn zdokonalený Ottův plynový motor. Ten si do firmy přivedl jako asistenta Wilhelma Maybacha. Otto jako obchodní ředitel měl s Daimlerem neustálé neshody v technických otázkách, což bylo o deset let později důvodem k Daimlerově i Maybachově odchodu a založení samostatné firmy.
Otto byl jmenován vedoucím nově založeného vývojového střediska. V roce 1876 vyrobil čtyřtaktní motor se zvýšeným kompresním poměrem a 25. května 1877 si jej nechal patentovat. Tento typ motoru se stal základem pro stavbu pozdějších spalovacích motorů. Zážehový motor tohoto principu je dodnes označován jako „Ottův motor“.
V roce 1884 Otto zdokonalil elektrické zapalování pro své motory a tak znovu revolučně vylepšil fungování tohoto typu motorů. Do té doby byly motory stacionárními stroji, vzhledem k používání plynu a potřebě zapálení směsi plamenem. Otto zavedl nízkonapěťové magnetové zapalování pomocí elektrické jiskry. Díky této inovaci bylo možno přejít na spalování kapalných paliv a tak se motory mohly stát mobilními. V roce 1882 mu Filosofická fakulta Univerzity ve Würzburgu udělila čestný doktorát.
Otto měl se svou ženou Annou Gossiovou, kterou si vzal po desetileté známosti, sedm dětí. Nejznámějším z nich se stal konstruktér letadel a podnikatel Gustav Otto.
Před nádražím Kolín nad Rýnem - Deutz stojí pomník Nicolause Augusta Otta a Eugena Langena, jejichž spolupráce trvala více než 25 let.

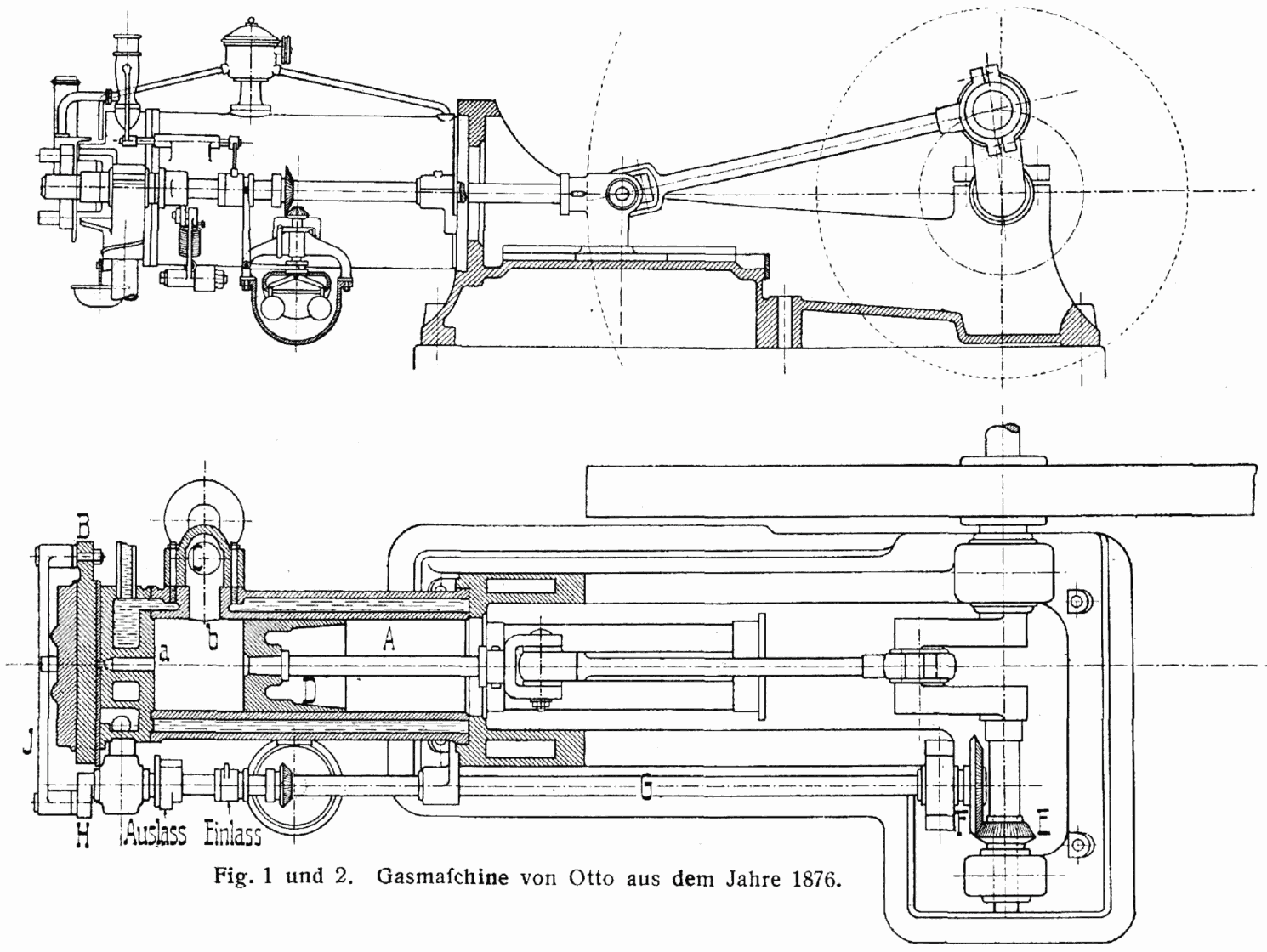
Spalovací Ottův motor z roku 1876

## Poznámka
Nedávné studie poukázaly na skutečnost, že první opravdu funkční verzi spalovacího motoru si nechali patentovat v roce 1854 Londýně italští vynálezci Eugenio Barsanti a Felice Matteucci (číslo patentu 1072). Výzkumy poukazují na fakt, že Ottův motor je přinejmenším v mnoha částech inspirován těmito dřívějšími vynálezy. Neexistuje ale žádná dokumentace o tom, že by Otto měl jakékoli informace o patentu obou vynálezců.
Patenty na čtyřdobý motor získali nezávisle na sobě také Christian Reithmann (v roce 1860) a Alphonse Beau de Rochas (roku 1862). Po vleklých soudních sporech o autorství vynálezu čtyřtaktního motoru byly Ottovy patenty v roce 1889 prohlášeny v Německu za neplatné. Firma Deutz AG uzavřela s Reithmannem dohodu o vyrovnání, na jejímž základě mohl být Otto nazýván německým vynálezcem čtyřtaktního motoru.